# Cristoforo Zabata
Cristoforo Zabata (Moneglia, ... – ...; fl. XVI secolo) è stato un imprenditore e poeta italiano.

## Biografia

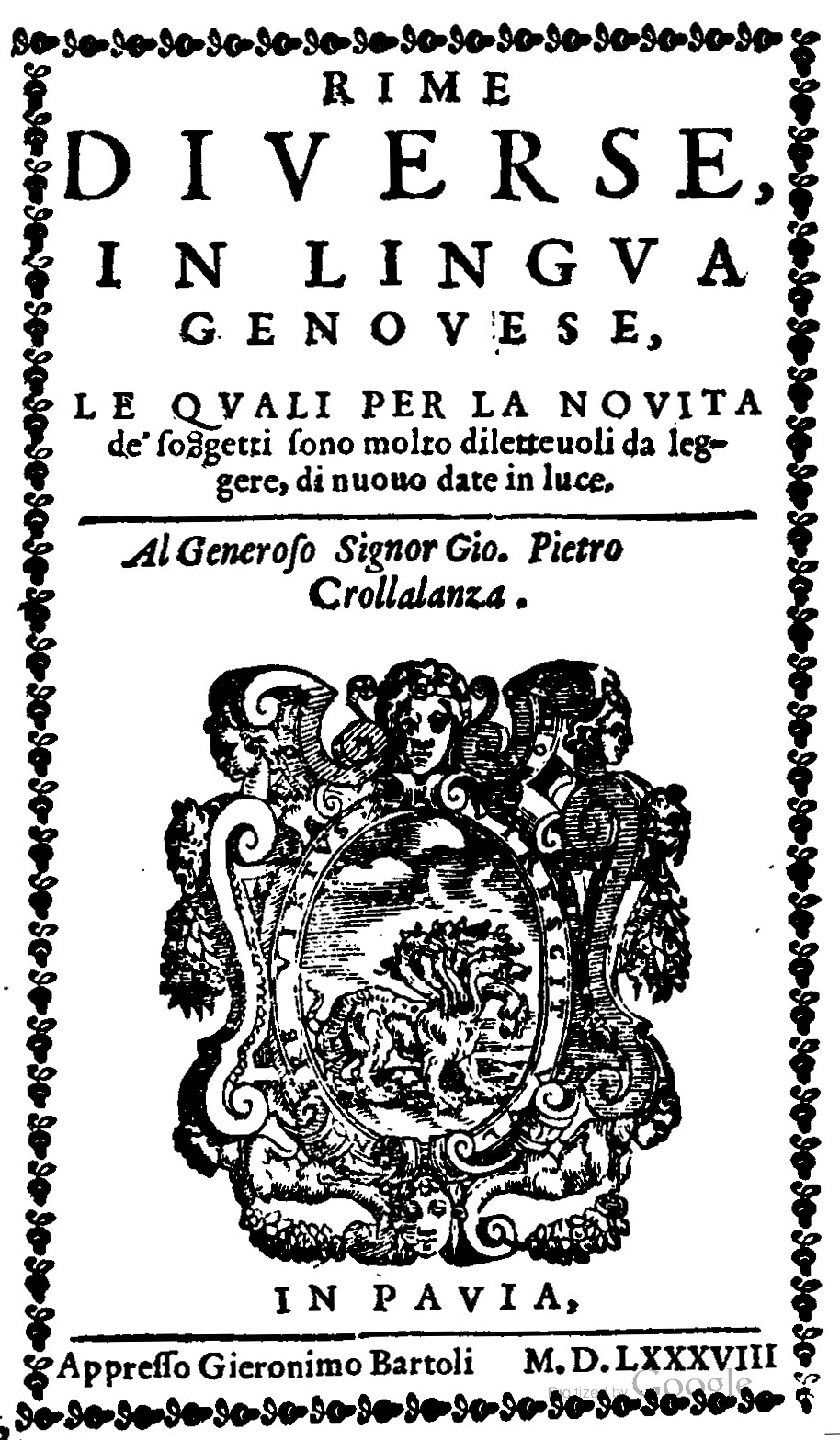
Frontespizio del "Rime diverse in lingua genovese".

Zabata è stata una delle figure più importanti della cultura genovese della fine del XVI secolo.
Fu un editore molto attivo, interessato a promuovere la poesia in lingua genovese, scrivendo anche alcuni pamphlet al riguardo, come il Dialogo nel quale si ragiona de cambi del 1573.
Tra gli artisti da lui coinvolti e pubblicati il più noto ed importante fu Paolo Foglietta.
Il testo, tra quelli da lui fatti pubblicare, che riscosse più successo è il Rime diverse in lengua zeneise, di cui uscirono sei edizioni. Si dilettò anche come poeta, inserendo alcuni suoi componimenti in varie edizioni delle Rime diverse.

## Opere
- Nuova selva di varie cose piacevoli di molti nobili et elevati ingegni, Non più per l'adietro veduta, e pur'hora data in luce, Genova, appresso Antonio Bellone, 1570
- Dialogo nel quale si ragiona de cambi, Genova, Cristoforo Bellone, 1573; 1579.
- [attribuite da G. Melzi], Ragionamento di sei nobili fanciulle genovesi, Pavia, Girolamo Bartoli, 1583.
- Diporto de' viandanti: nel quale si leggono facetie, motti, & burle, Pavia, heredi di Girolamo Bartoli, 1593.